# 안톤 골로추츠코프
안톤 세르게예비치 골로추츠코프(러시아어: Анто́н Серге́евич Голоцу́цков, 1985년 7월 28일~)는 러시아의 전직 체조 선수로 2008년 하계 올림픽에서 남자 마루 종목과 도마 종목 동메달을 획득했다. 또한 세계 선수권 대회에서 은메달 2개, 동메달 1개를 획득했고 유럽 선수권 대회에서 금메달 5개, 은메달 1개, 동메달 2개를 획득했다.